# Подравски партизански одред 6. корпуса НОВЈ
Подравски народноослободилачки партизански (НОП) одред Шестог славонског корпуса НОВЈ је био партизанска јединица у саставу Народноослободилачке војске и партизанских одреда Југославије током Другог светског рата у Хрватској.

## Историјат
Формиран је средином јула 1944. у Подравини (подручје Славоније) од јединица Подравског НОП батаљона. Најпре је имао један батаљон са око 200 бораца а у августу 1944. формиран је и 2. батаљон. Био је у саставу Источне групе НОП одреда 6. корпуса НОВЈ. Дејствовао је, углавном, у Подравини, нападајући мања
непријатељева упоришта, патроле и колоне из заседа, и рушио комуникације и објекте на њима. У лето 1944. помогао је Народно-ослободилачким одборима на свом подручју у обављању жетве и вршидбе, и штитио радове од непријатељевог напада. Јединице Одреда су 21. јула порушиле три моста у рејону села Зденци, Кутови и Гутмановци (код Нашица, 23. јула извршиле диверзију на цести Банковци—Феричанци, 25. јула заузеле усташко упориште у селу Зденци, 3. августа у садејству с Артиљеријским дивизионом 6. корпуса напале три сатније усташа из састава 15. и 16. усташке бојне у селу Миклеушу, али без успеха. У септембру изводи диверзије на комуникацији Нашице—Осијек и напада мање непријатељске колоне, а 14. септембра заузима село Вукојевце. Крајем септембра одред је дао 50 бораца за формирање 4. бригаде 12. дивизије НОВЈ. Издавао је свој лист "Папук". У октобру је дејствовао на подручју Подравске Слатине, чистећи га од разбијтх непријатељевих јединица, одржавао зборове и митинге по селима са становништвом, и вршио мобилизацију нових бораца за попуну старих и формирања нових јединица 6. корпуса НОВЈ. У новембру и децембру водио је борбе на подручју Вировитице, Грубишног Поља и Подравске Слатине. Расформиран је у децембру 1944, а његовим људством попуњене су јединице 1. дивизије Корпуса народне одбране Југославије у Славонији. У саставу Одреда налазила се и Немачка чета Ернст Телман.